# Стрільба на літніх Олімпійських іграх 2012 — дубль-трап (чоловіки)
Змагання зі стендової стрільби у дисципліні дубль-трап серед чоловіків на літніх Олімпійських іграх 2012 року пройшли 2 серпня. У змаганнях брали участь 23 спортсмени з 18 країн.
У кваліфікаційному раунді спортсмени виконували 3 серії по 50 пострілів кожний. Постріли виконувалися дуплетом, одночасно вилітали одразу дві мішені. У фінал з кваліфікації вийшли 6 спортсменів з найбільшою кількістю уражених мішеней. У фіналі стрільці виконували ще по 50 пострілів. Чемпіон визначався за підсумками всіх 200 пострілів.
Олімпійський чемпіон 2008 року і олімпійський рекордсмен американець Ґленн Еллер показав лише 22-й результат у кваліфікації серед 23 стрільців і до фіналу не потрапив. Віце-чемпіон Пекіна італієць Франческо Д'Аньєлло та бронзовий призер Пекіна китаєць Ху Біньюань (7-ї та 14-ї результати у кваліфікації відповідно) також не зуміли вийти до фіналу.
У змаганні також брали участь олімпійський чемпіон 1996 року дубль-трап австралієць Расселл Марк та олімпійський чемпіон 2000 року у цій дисципліні британець Річард Фолдс, але обидва не пройшли кваліфікацію.
За підсумками кваліфікації лідерство впевнено захопив 26-річний британський дебютант Олімпійських ігор Пітер Вілсон, який вразив 143 із 150 мішеней. Під час фіналу рекордсмен світу Вілсон жодного разу не втрачав одноосібного лідерства. Золото Вілсона стало єдиною нагородою господарів у стрілецькому спорті на Іграх у Лондоні та першим золотом у стрілецькому спорті на Олімпійських іграх з 2000 року.
Найкращу серію у фіналі (49 з 50) показав швед Гокан Далбі, що дозволило йому виграти срібло. За бронзу довелося проводити перестрілку між Василем Мосіним з Росії та кувейтцем Фехаїдом Аль-Діхані, яка завершилася перемогою Мосіна. Він виграв єдину медаль Росії у стрільбі на Олімпіаді у Лондоні.
Для Росії та Швеції медалі у Лондоні стали першими, завойованими у цій дисципліні на Олімпійських іграх з моменту її появи в олімпійській програмі у 1996 році в Атланті.

## Призери
| Золото                         | Срібло               | Бронза               |
| Пітер Вілсон · Велика Британія | Гокан Далбі · Швеція | Василь Мосін · Росія |

## Рекорди
| Кваліфікація        | Кваліфікація         | Кваліфікація | Кваліфікація            | Кваліфікація   |
| ------------------- | -------------------- | ------------ | ----------------------- | -------------- |
| Світовий рекорд     | Віталій Фокєєв (RUS) | 148          | Консепсьйон, Техас, США | 3 березня 2011 |
| Олімпійський рекорд | Ґленн Еллер (USA)    | 145          | Пекін, Китай            | 12 серпня 2008 |

| Сума                | Сума               | Сума         | Сума         | Сума            |
| ------------------- | ------------------ | ------------ | ------------ | --------------- |
| Світовий рекорд     | Пітер Вілсон (GBR) | 198 (148+50) | Тусон, США   | 28 березня 2012 |
| Олімпійський рекорд | Ґленн Еллер (USA)  | 190 (145+45) | Пекін, Китай | 12 серпня 2008  |

## Змагання

### Кваліфікація
У кваліфікаційних змаганнях спортсмени виконують 3 серії по 50 пострілів. У фінал проходили 6 спортсменів, які показали найкращий результат.
| Місце | Спортсмен                 | Серії | Серії | Серії | Всього |
| Місце | Спортсмен                 | 1     | 2     | 3     | Всього |
| ----- | ------------------------- | ----- | ----- | ----- | ------ |
| 1     | Пітер Вілсон (GBR)        | 48    | 48    | 47    | 143    |
| 2     | Василь Мосін (RUS)        | 48    | 45    | 47    | 140    |
| 3     | Фехаїд Аль-Діхані (KUW)   | 47    | 47    | 46    | 140    |
| 4     | Віталій Фокєєв (RUS)      | 44    | 48    | 47    | 139    |
| 5     | Гокан Далбі (SWE)         | 45    | 46    | 46    | 137    |
| 6     | Річард Богнар (HUN)       | 44    | 49    | 44    | 137    |
| 7     | Рашид Аль-Атба (QAT)      | 43    | 46    | 47    | 136    |
| 8     | Франческо Д'Аньєлло (ITA) | 48    | 44    | 44    | 136    |
| 9     | Вільям Четкуті (MLT)      | 43    | 47    | 45    | 135    |
| 10    | Лі Цзюнь (CHN)            | 40    | 47    | 47    | 134    |
| 11    | Ронджан Содхі (IND)       | 48    | 44    | 42    | 134    |
| 12    | Річард Фолдс (GBR)        | 39    | 46    | 48    | 133    |
| 13    | Джума Аль-Мактум (UAE)    | 42    | 45    | 46    | 133    |
| 14    | Ху Біньюань (CHN)         | 42    | 48    | 43    | 133    |
| 15    | Алістер Девіс (RSA)       | 43    | 43    | 46    | 132    |
| 16    | Джошуа Річмонд (USA)      | 44    | 42    | 45    | 131    |
| 17    | Філіпе Фузарі (BRA)       | 44    | 44    | 43    | 131    |
| 18    | Даніеле Ді спині (ITA)    | 43    | 46    | 42    | 131    |
| 19    | Ахмед Аль-Хатмі (OMA)     | 37    | 46    | 46    | 129    |
| 20    | Расселл Марк (AUS)        | 43    | 41    | 44    | 128    |
| 21    | Хосе Торрес Лабою (PUR)   | 41    | 43    | 43    | 127    |
| 22    | Ґленн Еллер (USA)         | 41    | 43    | 42    | 126    |
| 23    | Антон Гласновіч (CRO)     | 38    | 34    | 42    | 114    |

### Фінал
У фіналі спортсмени виконували по 50 пострілів.
| Місце | Спортсмен               | Кваліфікація | Фінал | Сума | Перестрілка за бронзу |
| ----- | ----------------------- | ------------ | ----- | ---- | --------------------- |
| 1     | Пітер Вілсон (GBR)      | 143          | 45    | 188  |                       |
| 2     | Гокан Далбі (SWE)       | 137          | 49    | 186  |                       |
| 3     | Василь Мосін (RUS)      | 140          | 45    | 185  | 2                     |
| 4     | Фехаїд Аль-Діхані (KUW) | 140          | 45    | 185  | 1                     |
| 5     | Віталій Фокєєв (RUS)    | 139          | 45    | 184  |                       |
| 6     | Річард Богнар (HUN)     | 137          | 45    | 182  |                       |